# Bandera de Liechtenstein
La bandera de Liechtenstein está compuesta por dos bandas horizontales de igual tamaño, una azul (arriba) y otra roja (abajo), con la birreta germánica del príncipe de Liechtenstein representada de oro en la parte más cercana al mástil de la banda azul. Los colores de la bandera están tomados de los colores de la librea de la casa real del Principado en el siglo XVIII. La corona se añadió en 1937 después de que el equipo olímpico de Liechtenstein descubriera en los Juegos Olímpicos de 1936 que la bandera de su país era idéntica a la de Haití. El diseño de la birreta se modificó ligeramente en 1982.

## Variaciones

Estandarte del gobierno y del parlamento. Dimensiones: 3:5
Estandarte del Príncipe Soberano de Liechtenstein. Dimensiones: 3:5
Bandera de la Casa del Príncipe de Liechtenstein. Dimensiones: 3:5

## Banderas históricas

Bandera del Señorío de Schellenberg, estado antecesor de Liechtenstein
Bandera del Condado de Vaduz, estado antecesor de Liechtenstein
Bandera de Liechtenstein (1719-1806; 1806-1852)
Bandera de Liechtenstein (1852-1921)
Bandera de Liechtenstein (1921-1937)
Bandera de Liechtenstein (1937-1982)
Bandera de Liechtenstein (1982-actualidad)

## Banderas similares

Bandera de Haiti

- Datos: Q103055
- Multimedia: National flag of Liechtenstein / Q103055